# Ачы (Джалал-Абадская область)
Ачы (кирг. Ачы) — село в Сузакском районе Джалал-Абадской области Кыргызстана. Входит в состав Барпынского айылного аймака.

## География
Село расположено в юго-восточной части области, на берегах реки Ачы-Сай, на расстоянии приблизительно 23 километров (по прямой) к востоку от села Сузак, административного центра района. Абсолютная высота — 1021 метр над уровнем моря.

## Население
Согласно оценочным данным Национального статистического комитета Кыргызской Республики, численность населения села на начало 2023 года составляла 533 человека.
| год     | 2009 | 2014 | 2015 | 2020 | 2021 | 2023 |
| ------- | ---- | ---- | ---- | ---- | ---- | ---- |
| человек | 419  | 461  | 482  | 511  | 520  | 533  |